# Cemitério da Recoleta

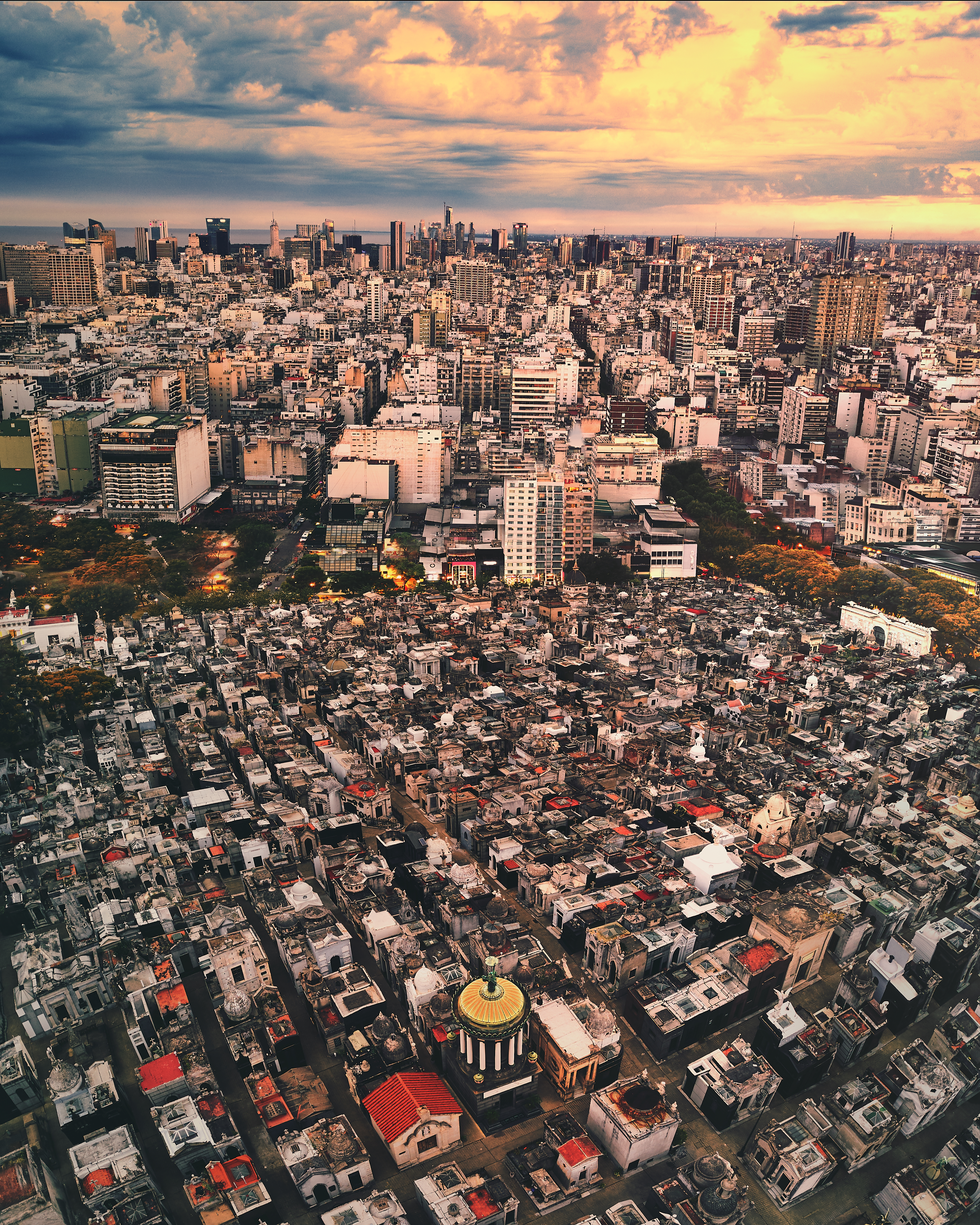
Vista aérea do cemitério em 2018

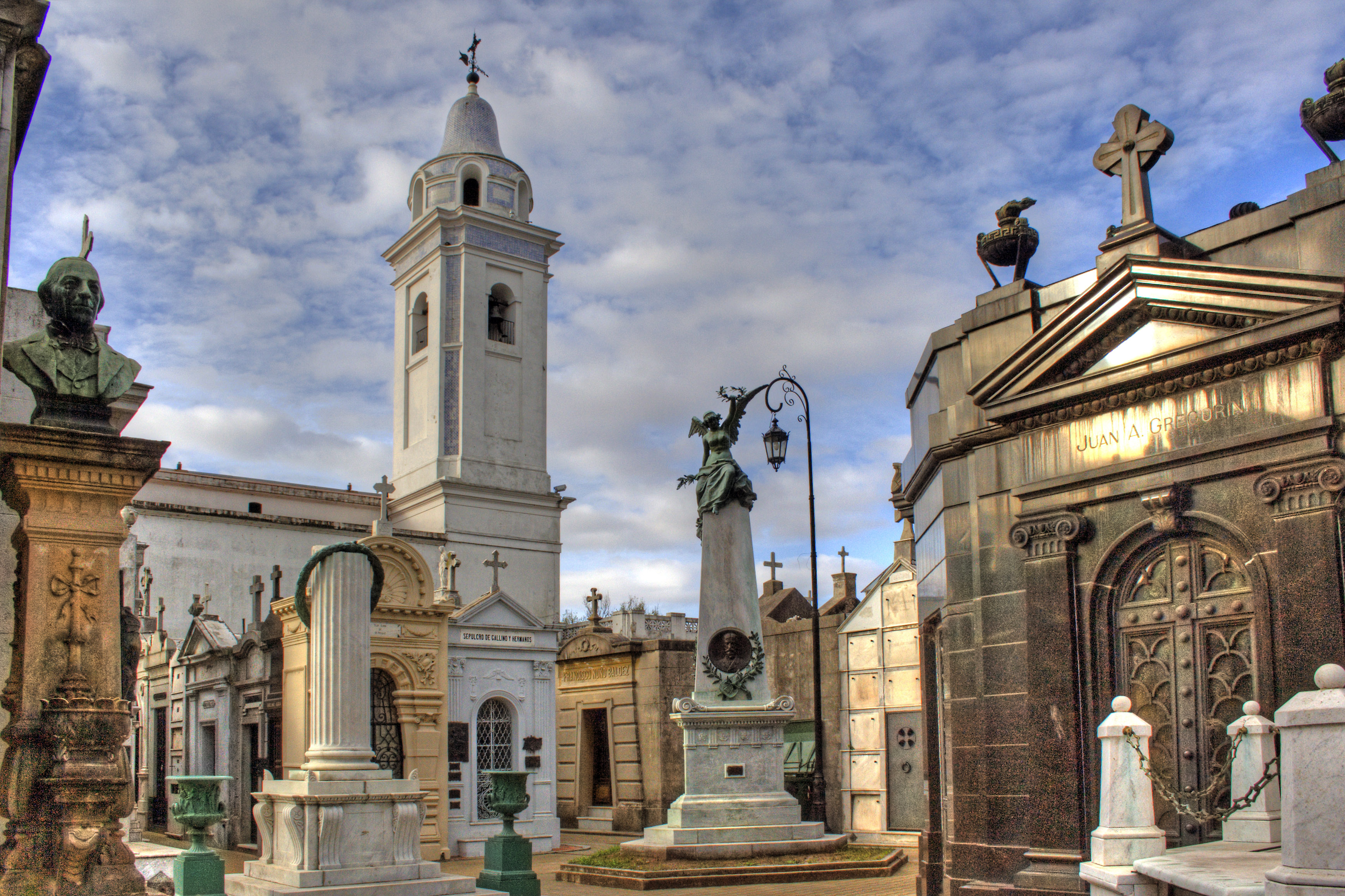
Cemitério da Recoleta

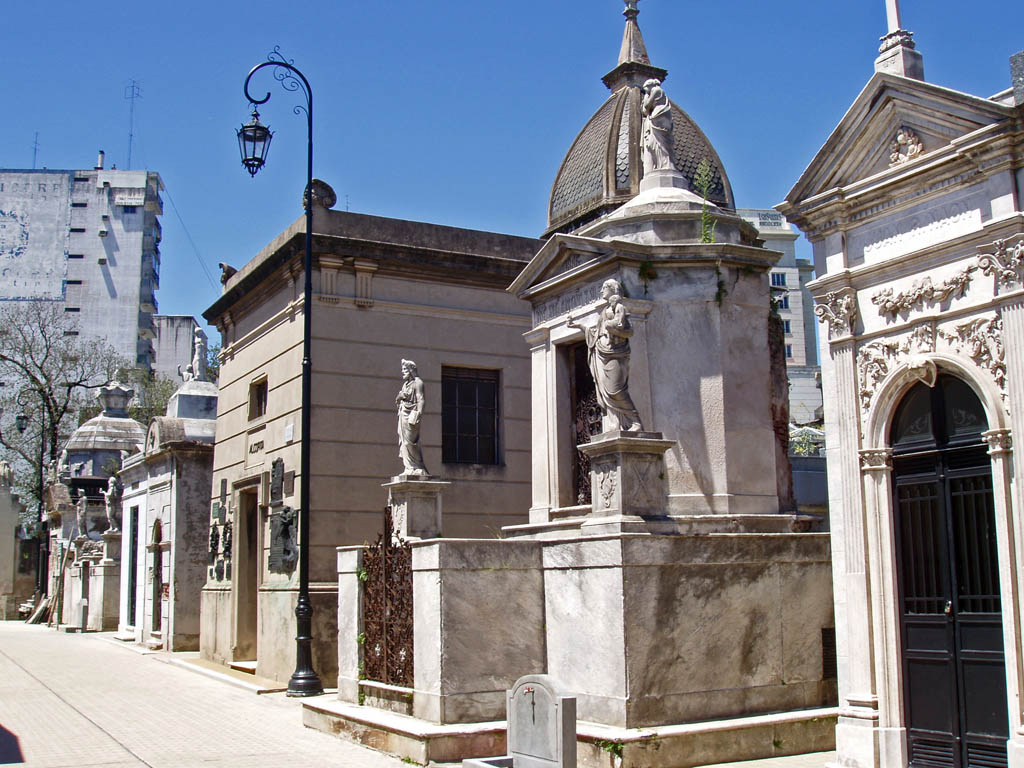
Uma das ruas do cemitério

O cemitério da Recoleta (em castelhano Cementerio de la Recoleta) é uma famosa necrópole localizada no bairro homônimo na cidade de Buenos Aires (Argentina). Os jardins que rodeiam o cemitério constituem uma área de lazer muito popular entre os portenhos, ademais, o distrito da Recoleta é um dos mais nobres da capital argentina.
Conhecido por ser um dos cemitérios mais visitados do mundo, ao lado do parisiense Pere-Lachaise, este local é um dos principais pontos turísticos de Buenos Aires.
Ganhou fama devido ao luxo das lápides e da ostentação dos túmulos, retrato do bom momento econômico vivido pela Argentina no início do século XIX. Atualmente acontecem poucos enterros no local devido ao pouco espaço livre disponível e o alto preço do terreno.

## Personalidades sepultadas

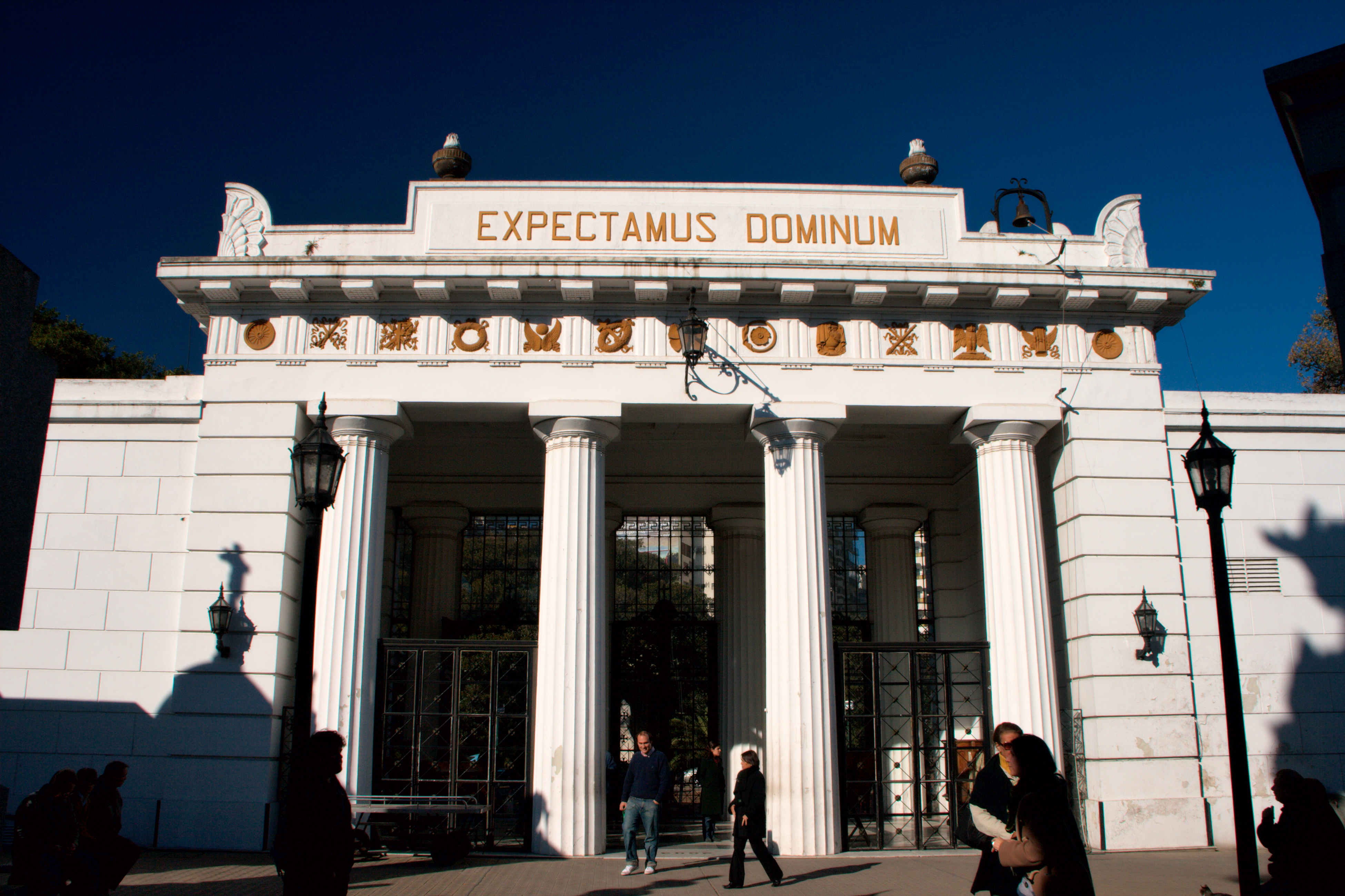
Entrada do cemitério.

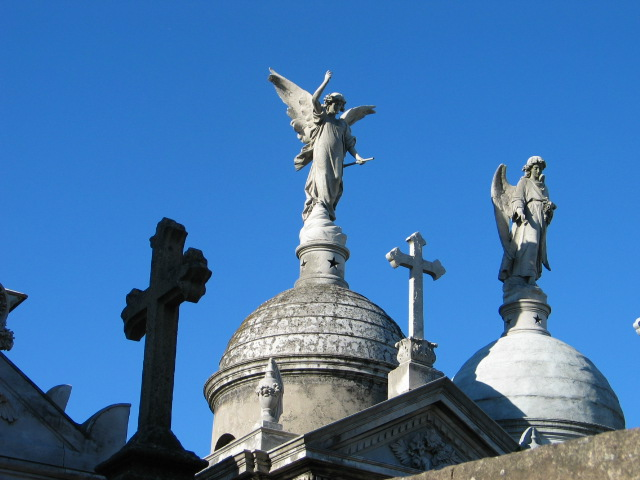
Vista das cúpulas.

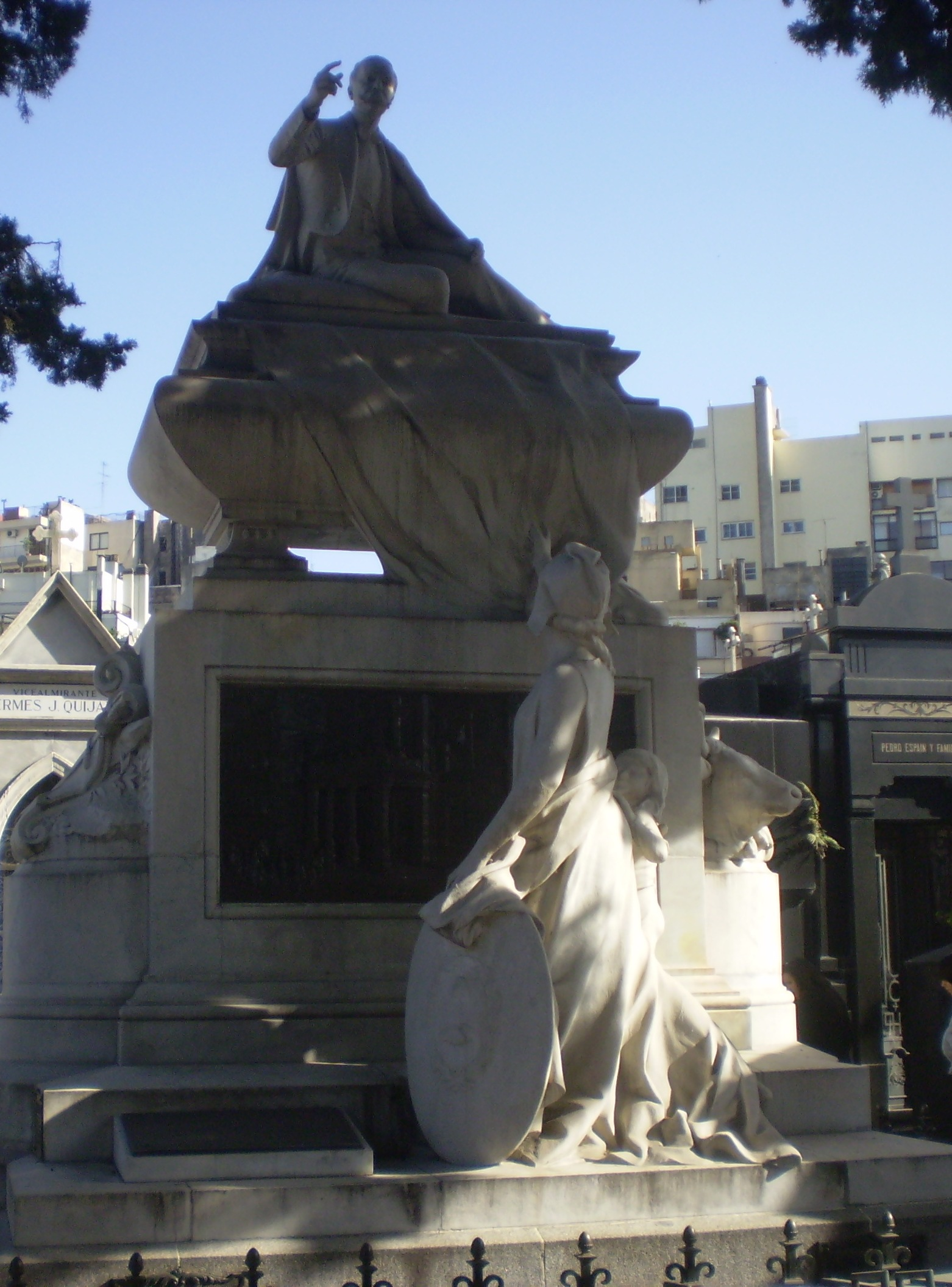
Sepultura do presidente Carlos Pellegrini.

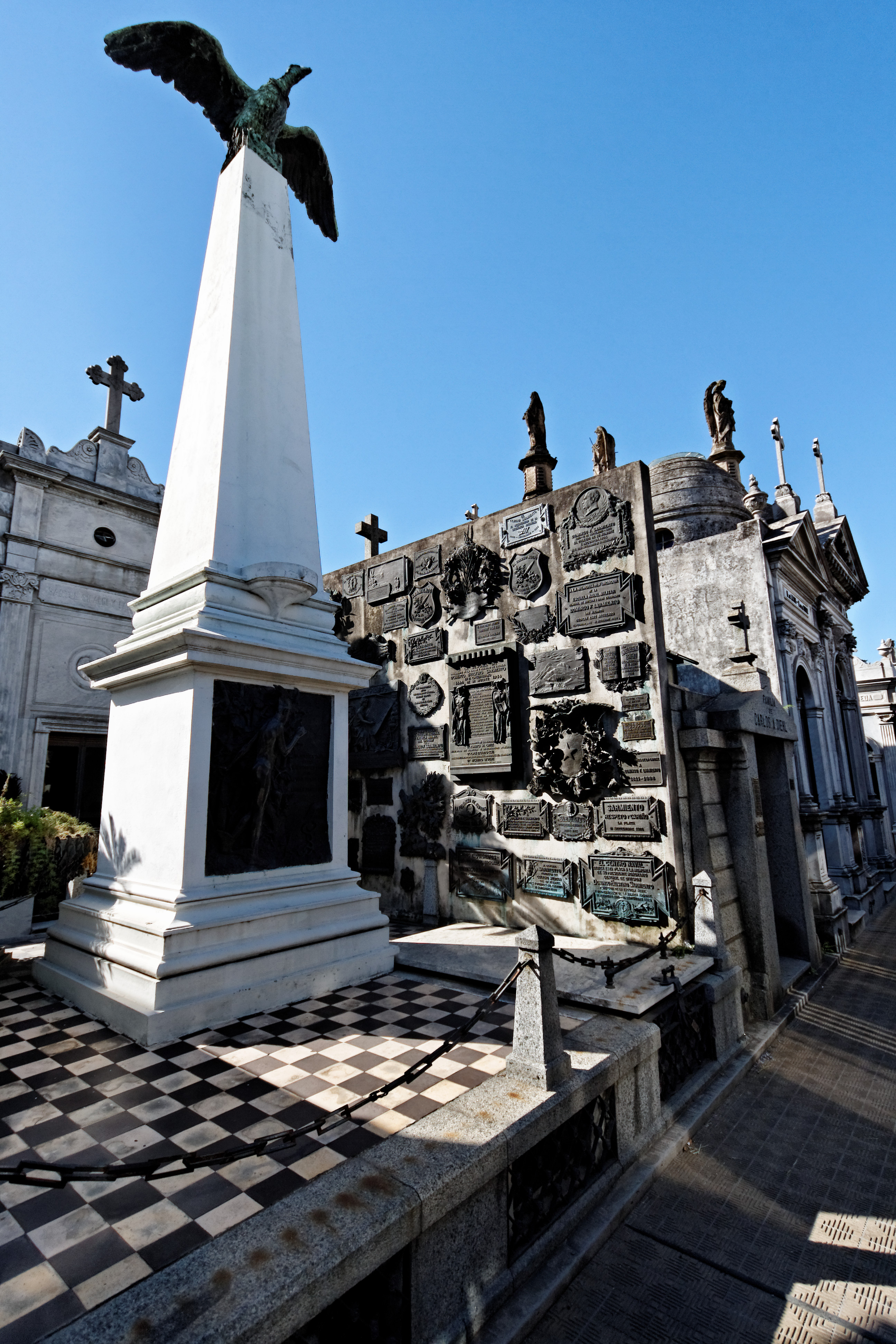
Sepultura do presidente Domingo Faustino Sarmiento.

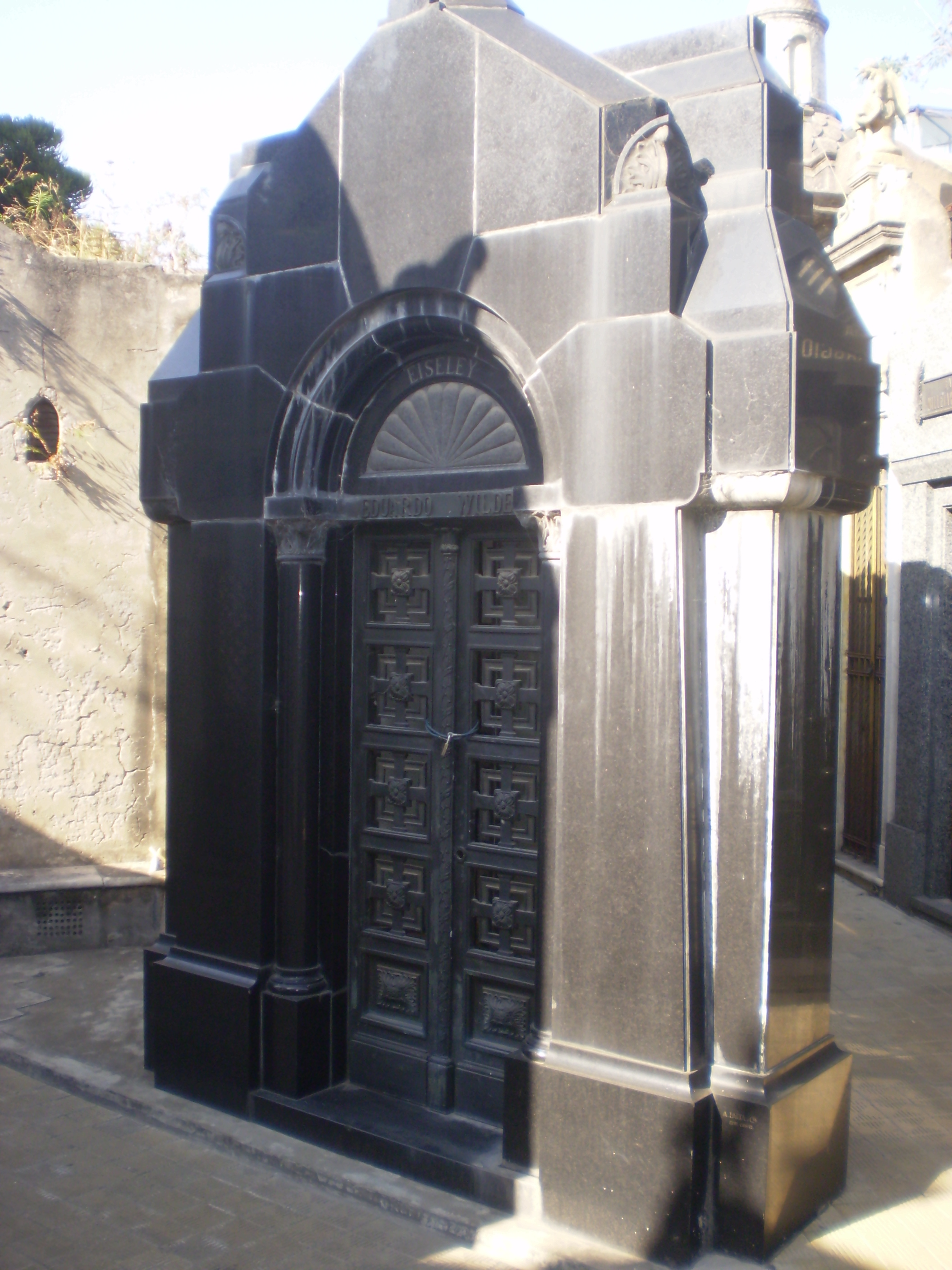
Monumento ao médico, político e escritor Eduardo Wilde.

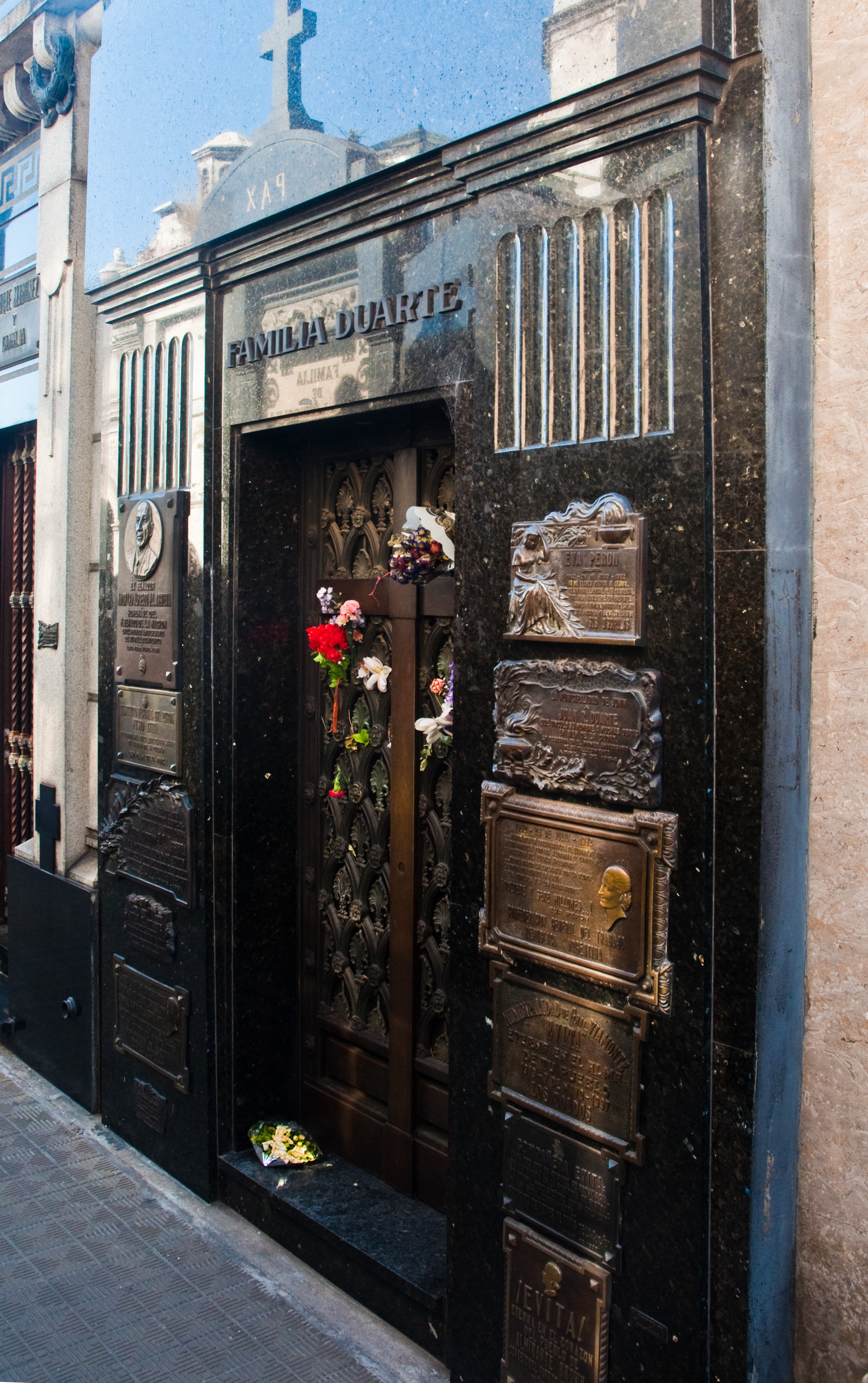
Sepultura da primeira-dama Eva Perón.

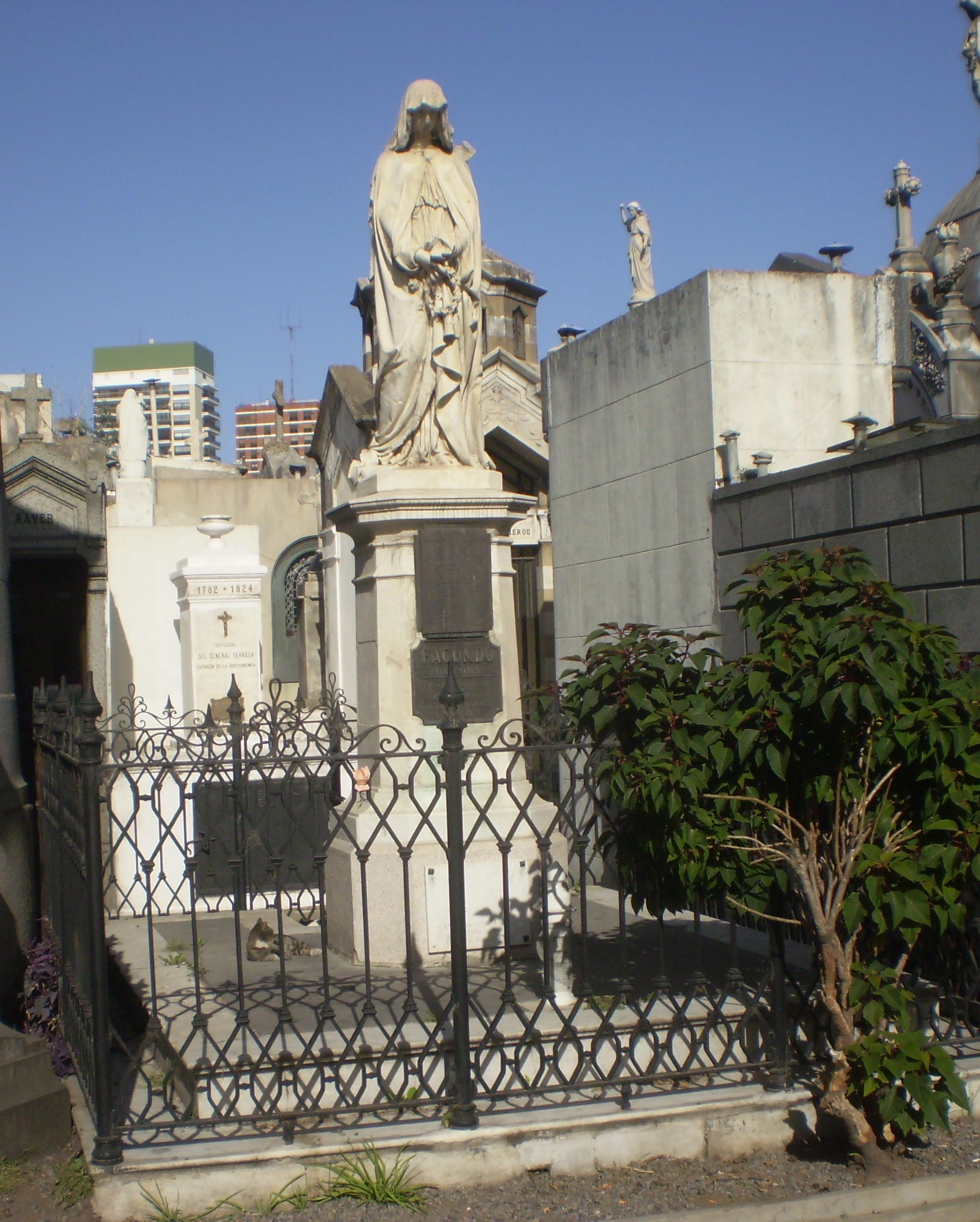
Sepultura do caudilho Facundo Quiroga.

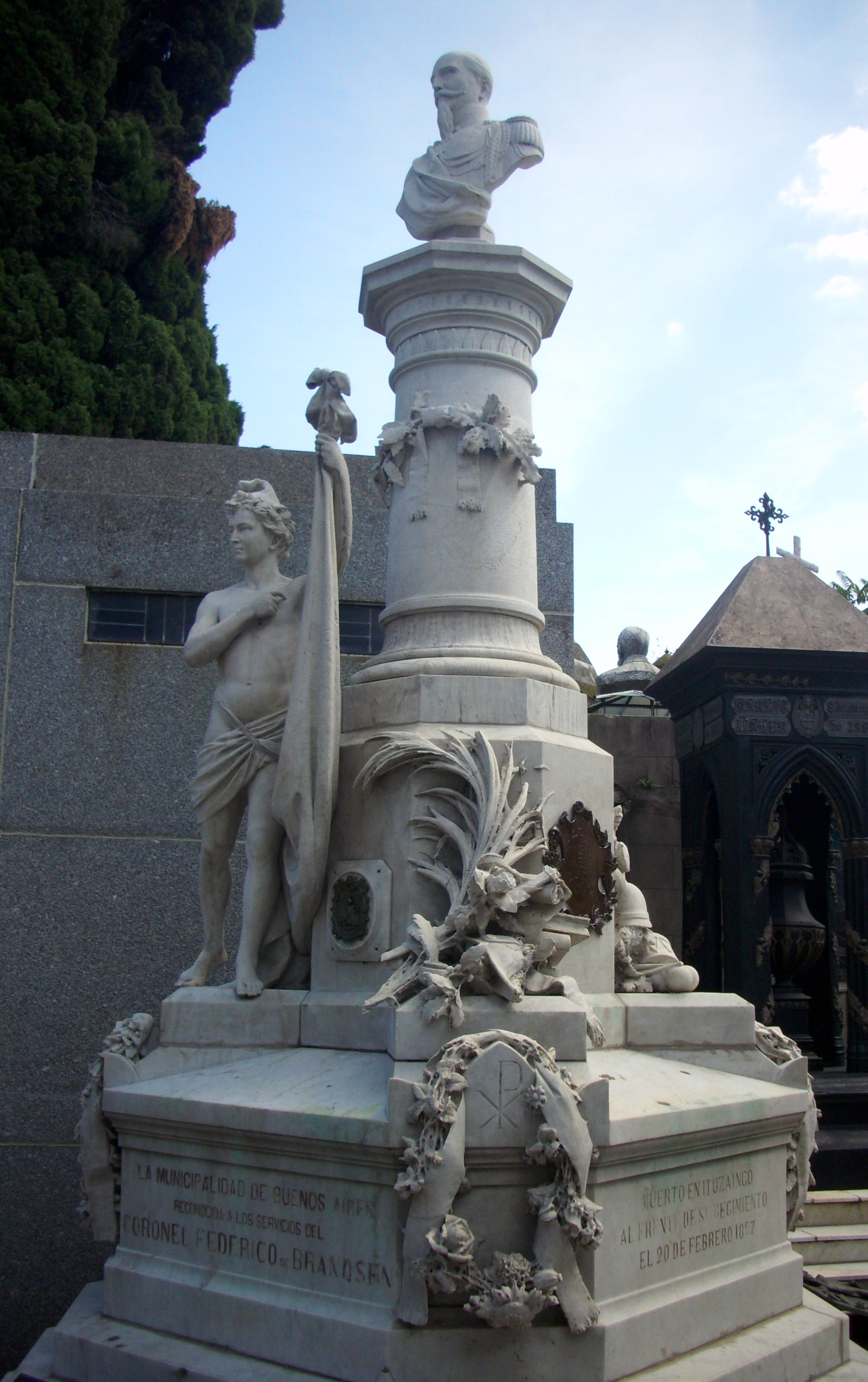
Sepultura do coronel nascido na França Federico de Brandsen.

Sepultura do doutor em medicina e político Guillermo Rawson.

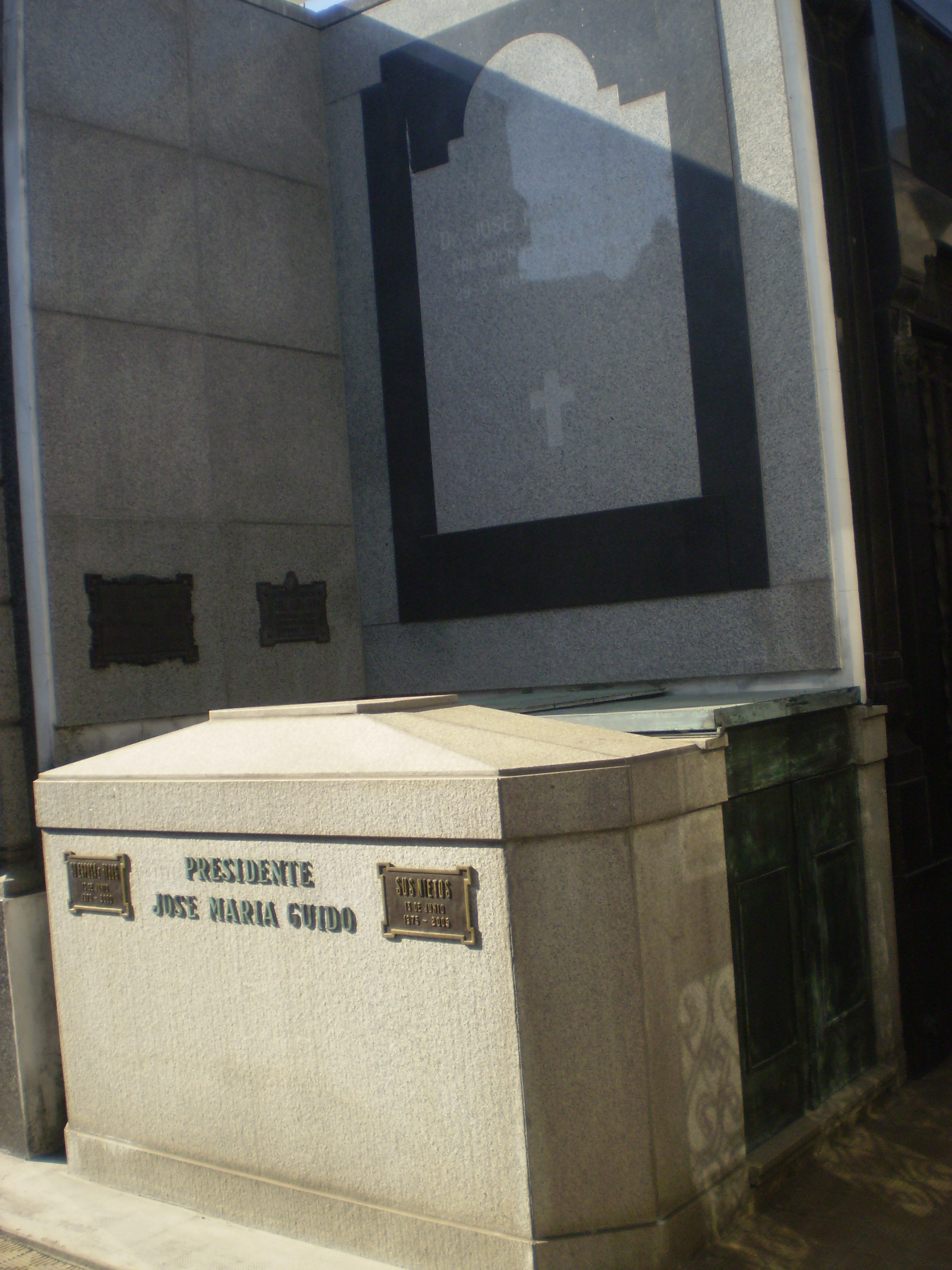
Sepultura do presidente José María Guido.

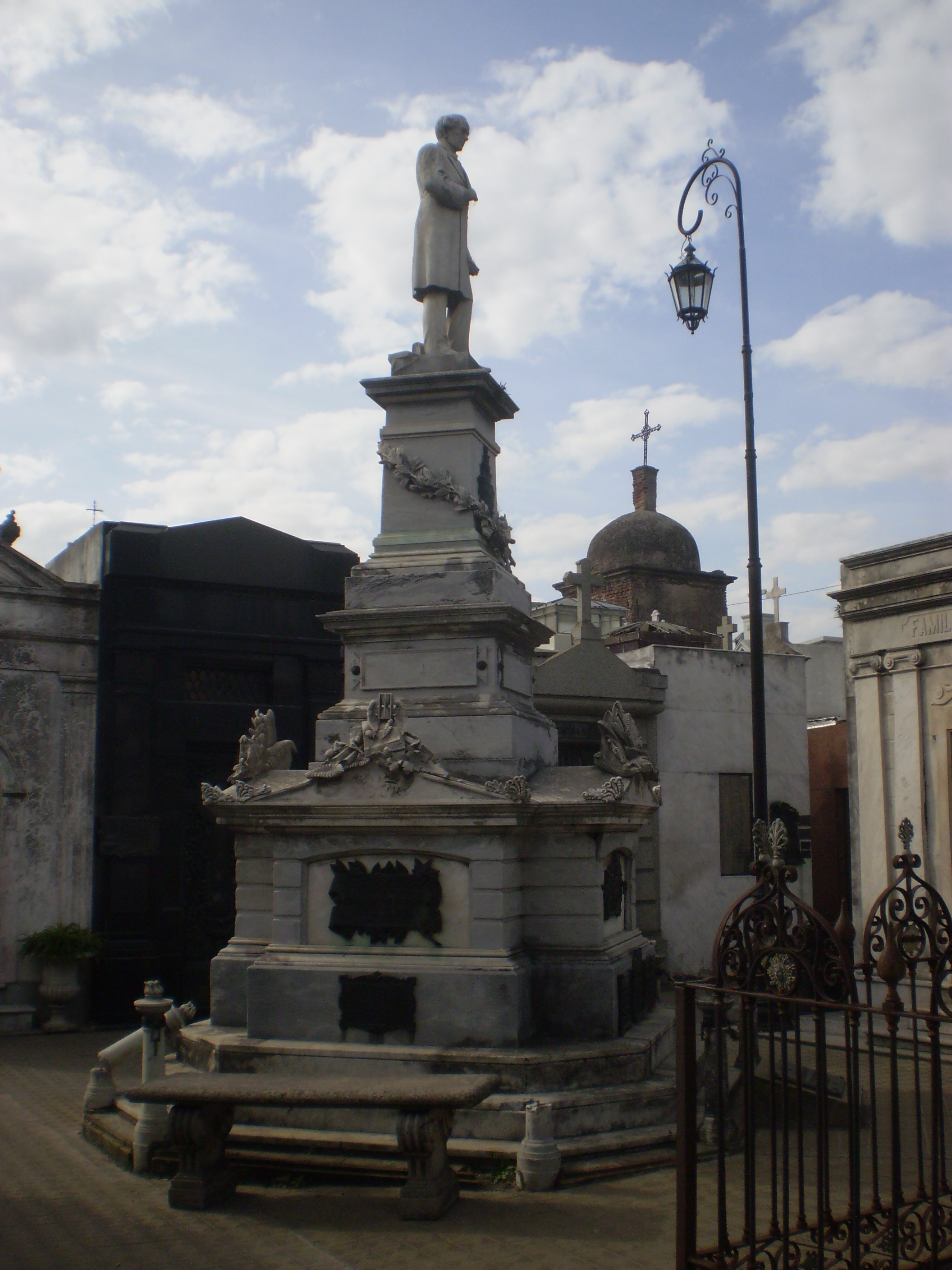
Sepultura do politólogo e diplomata Juan Bautista Alberdi.

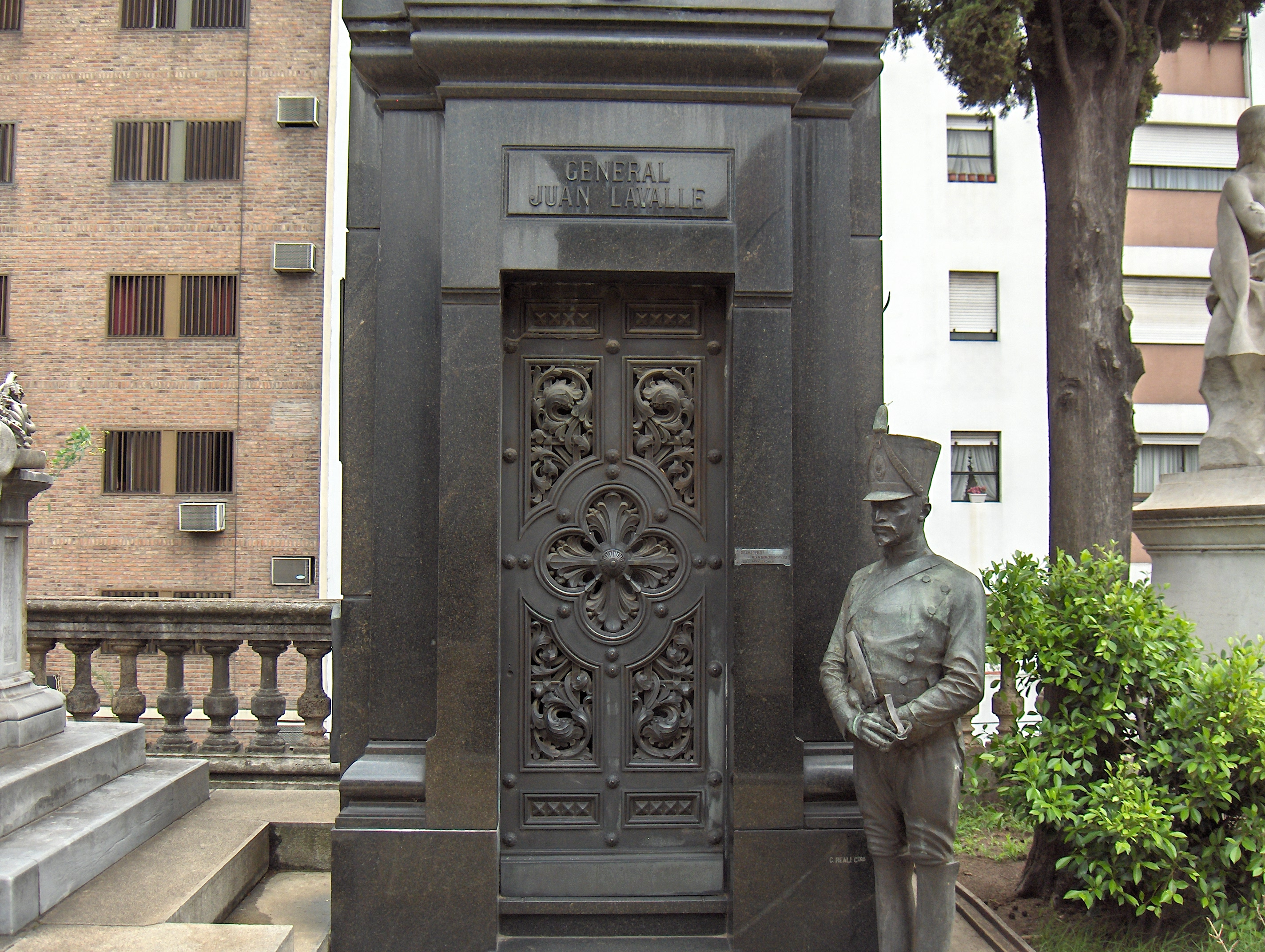
Sepultura do general e governador Juan Lavalle.

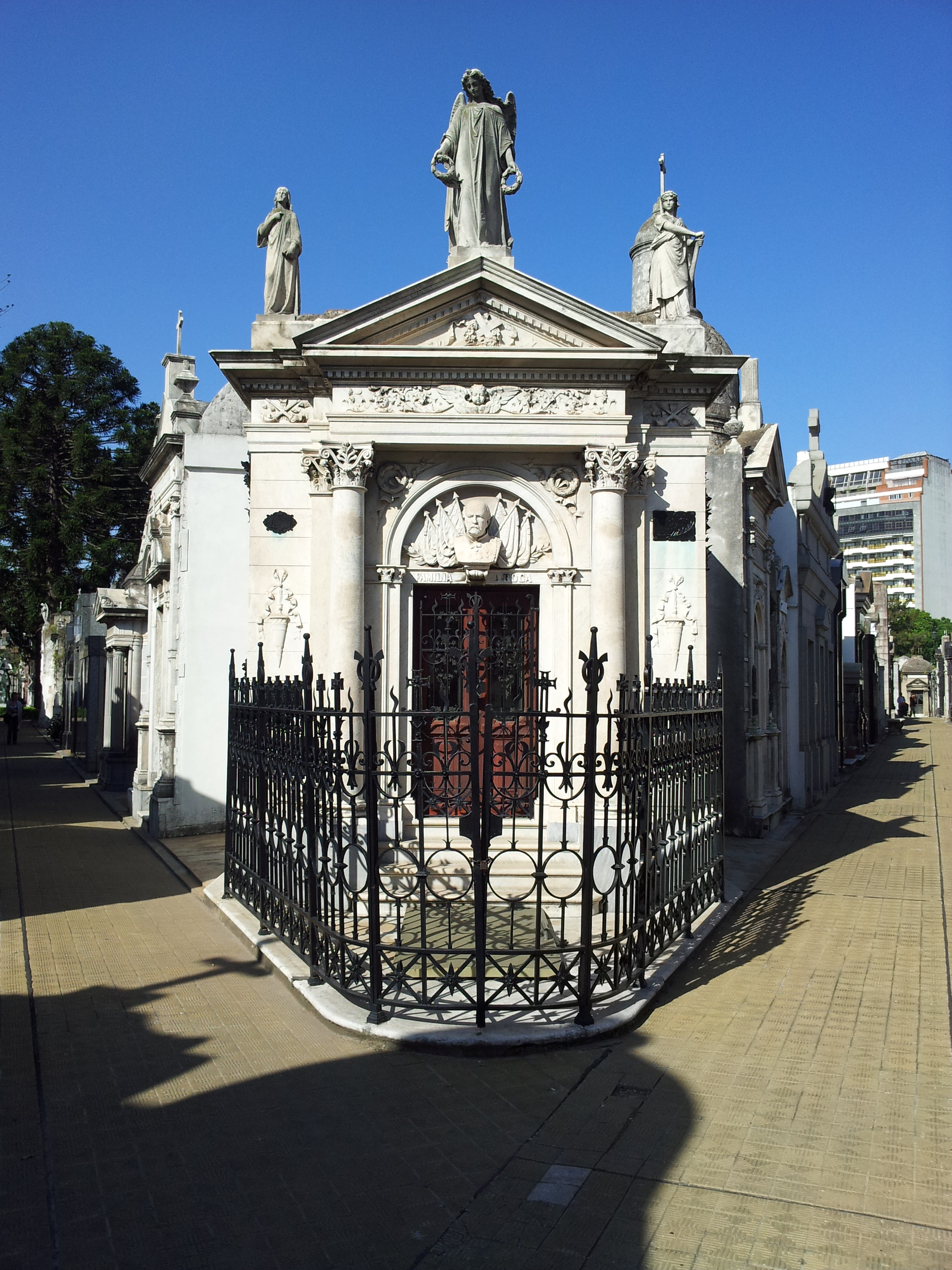
Sepultura do presidente Julio Argentino Roca.

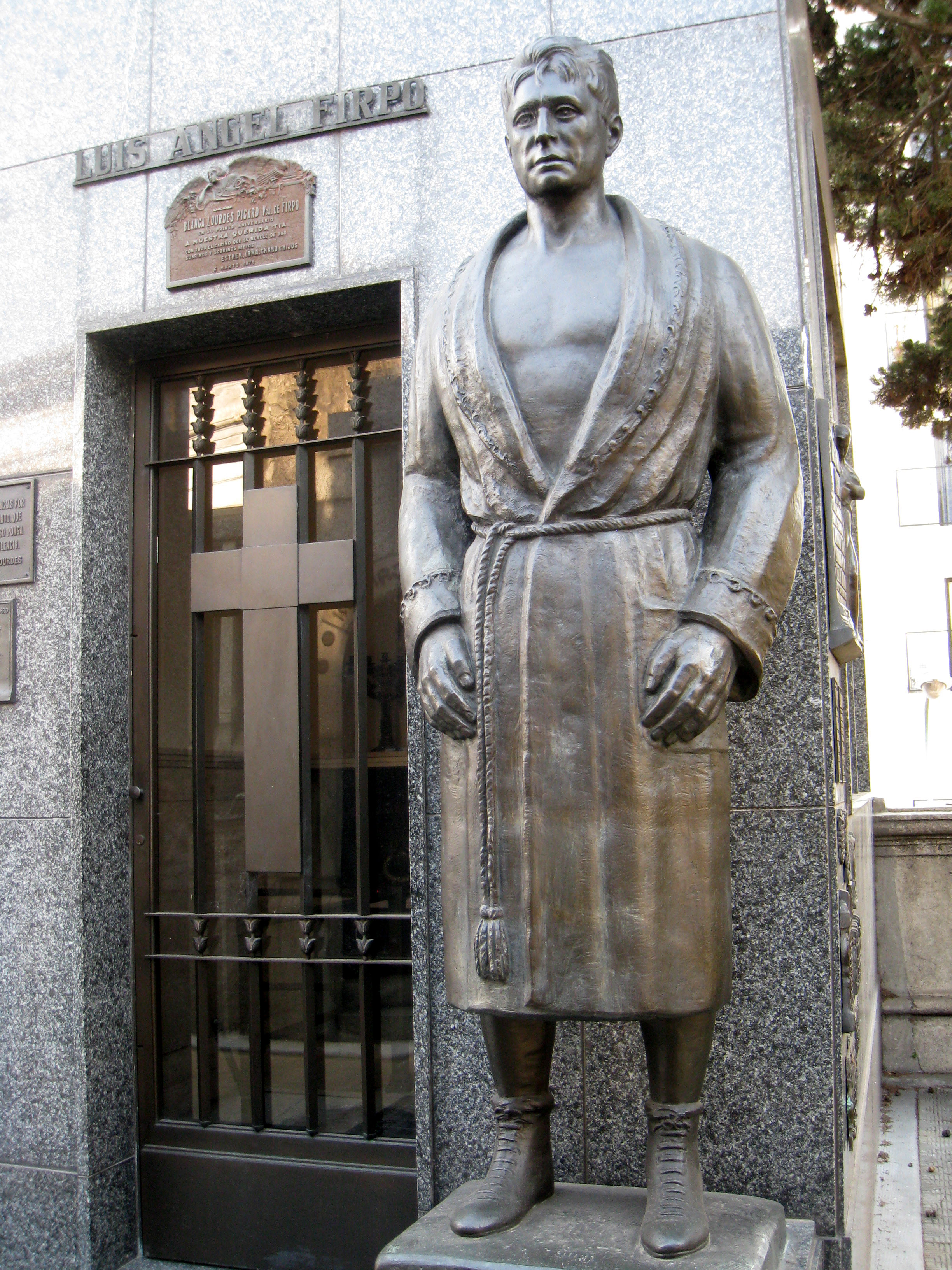
Sepultura do boxeador profissional Luis Ángel Firpo.

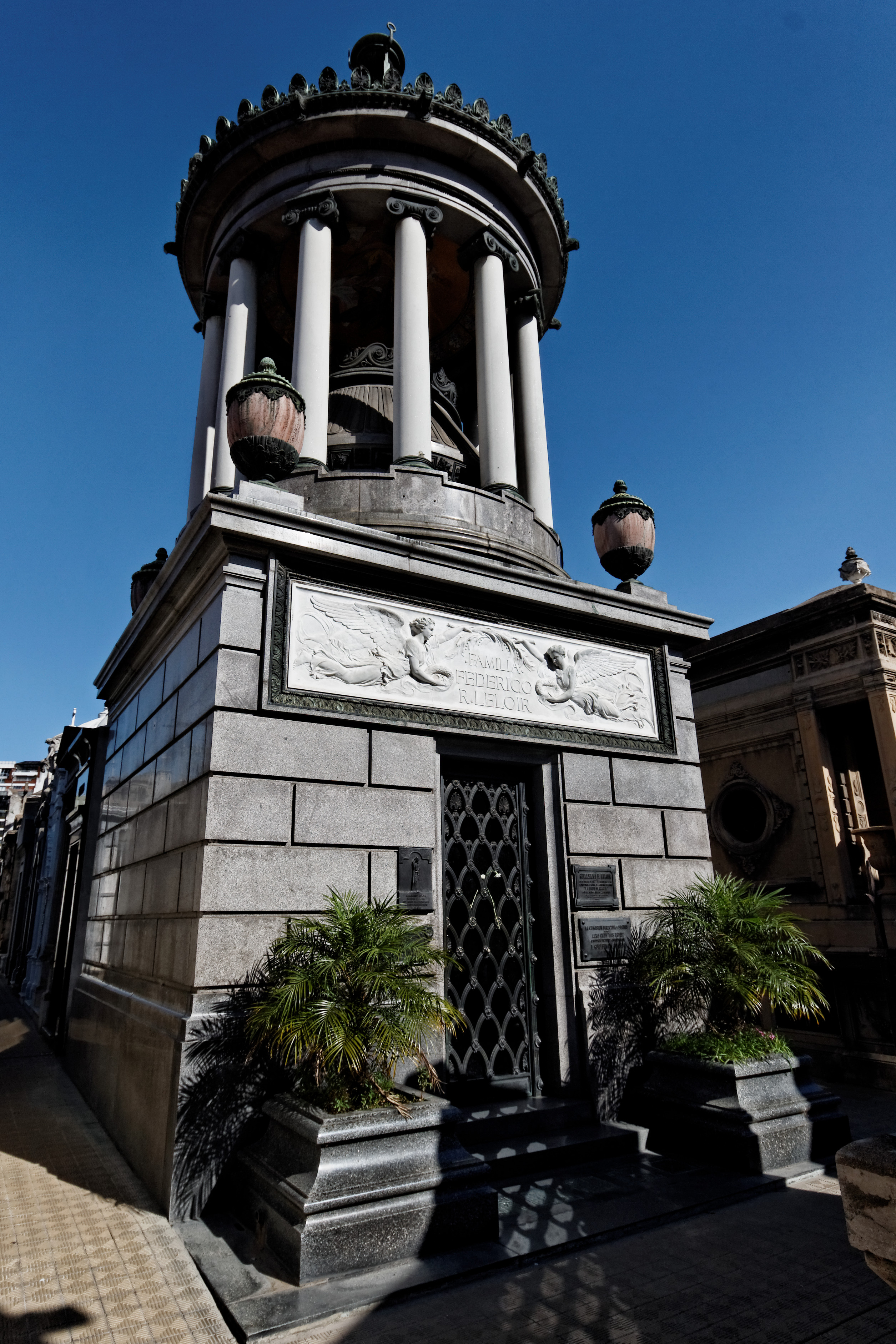
Sepultura do laureado com o Nopbel de Química Luis Federico Leloir.

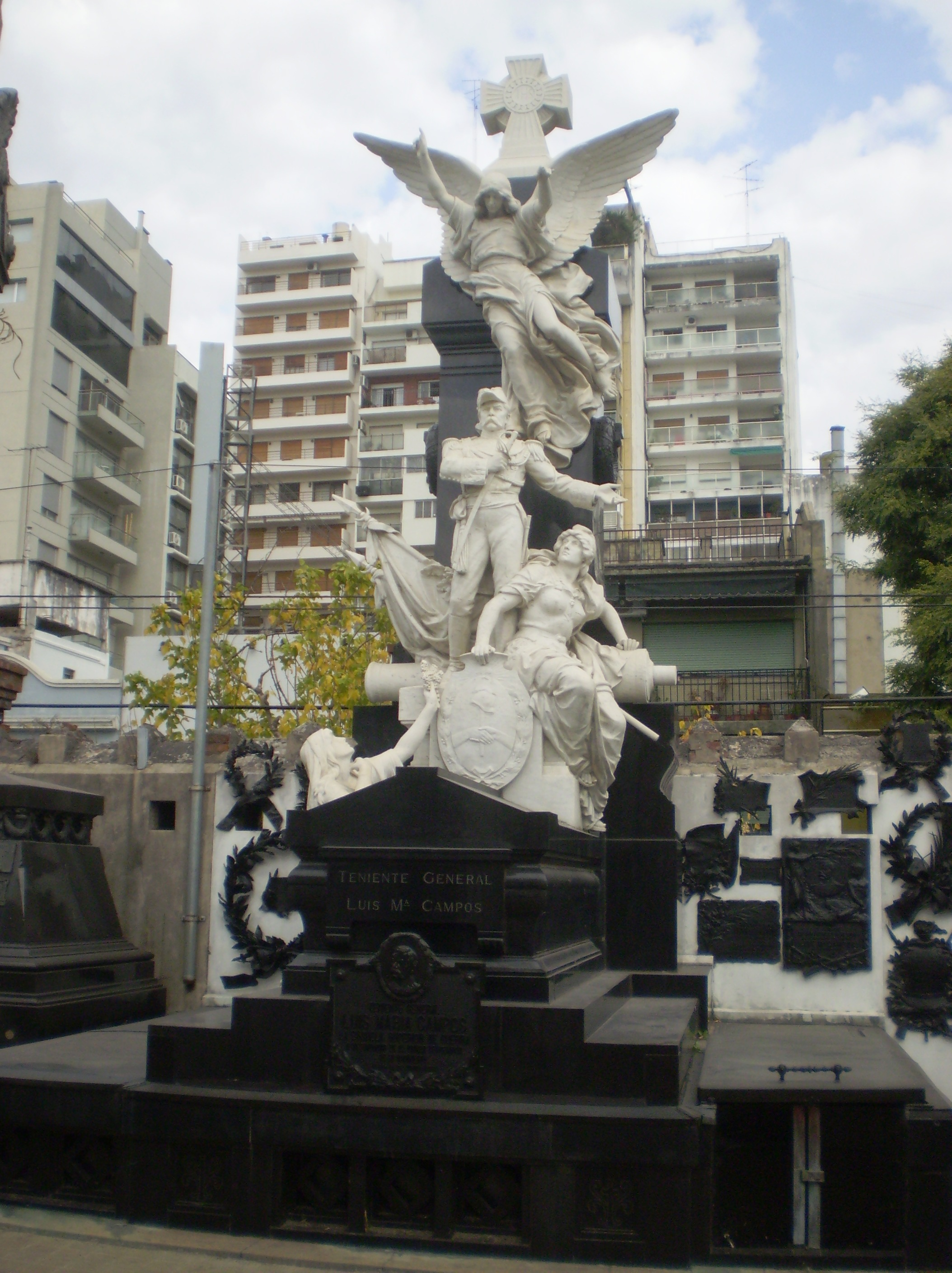
Sepultura do general Luis María Campos, obra do escultor francês Jules Coutan.

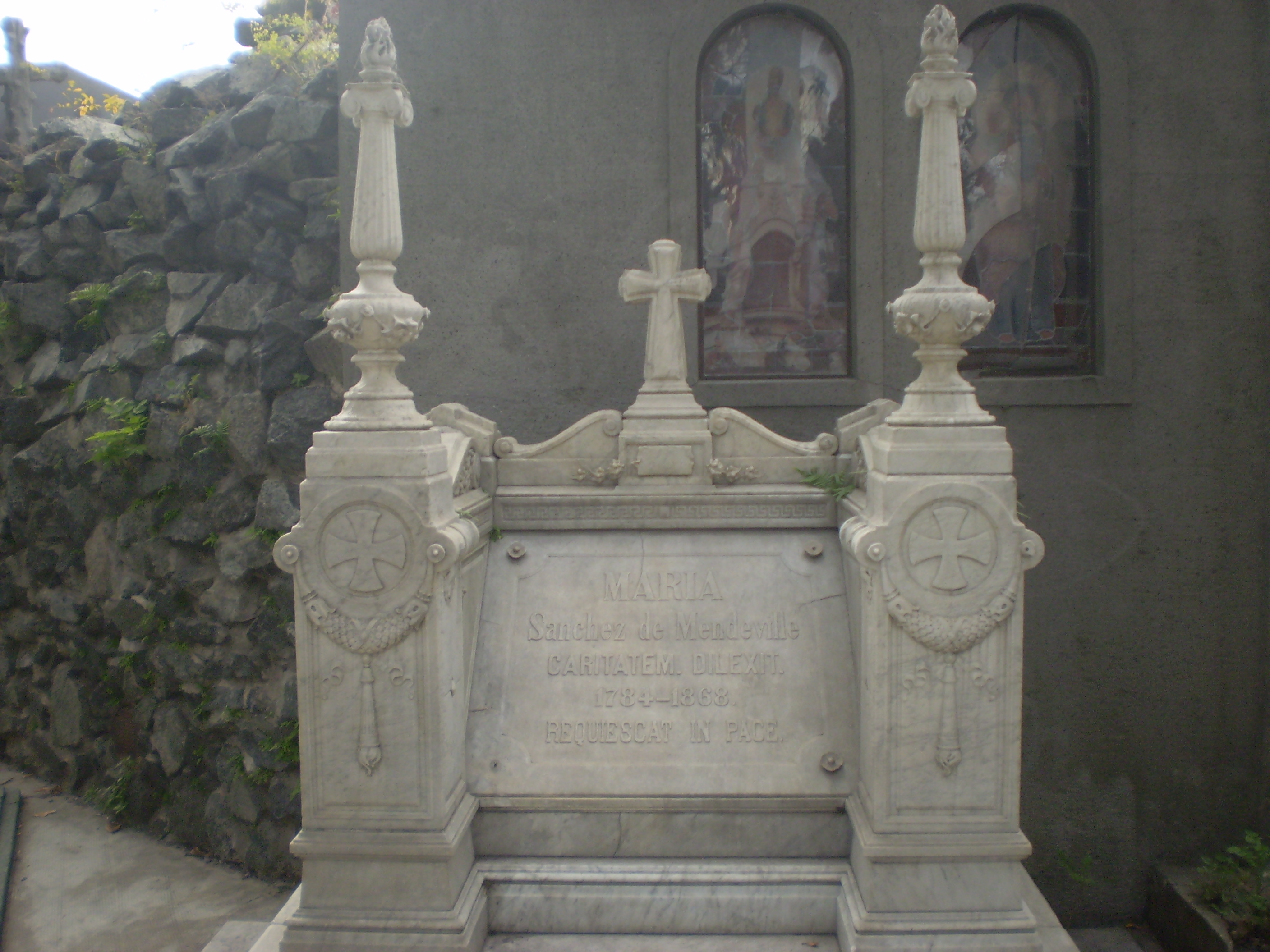
Sepultura da patriota Mariquita Sánchez de Thompson.

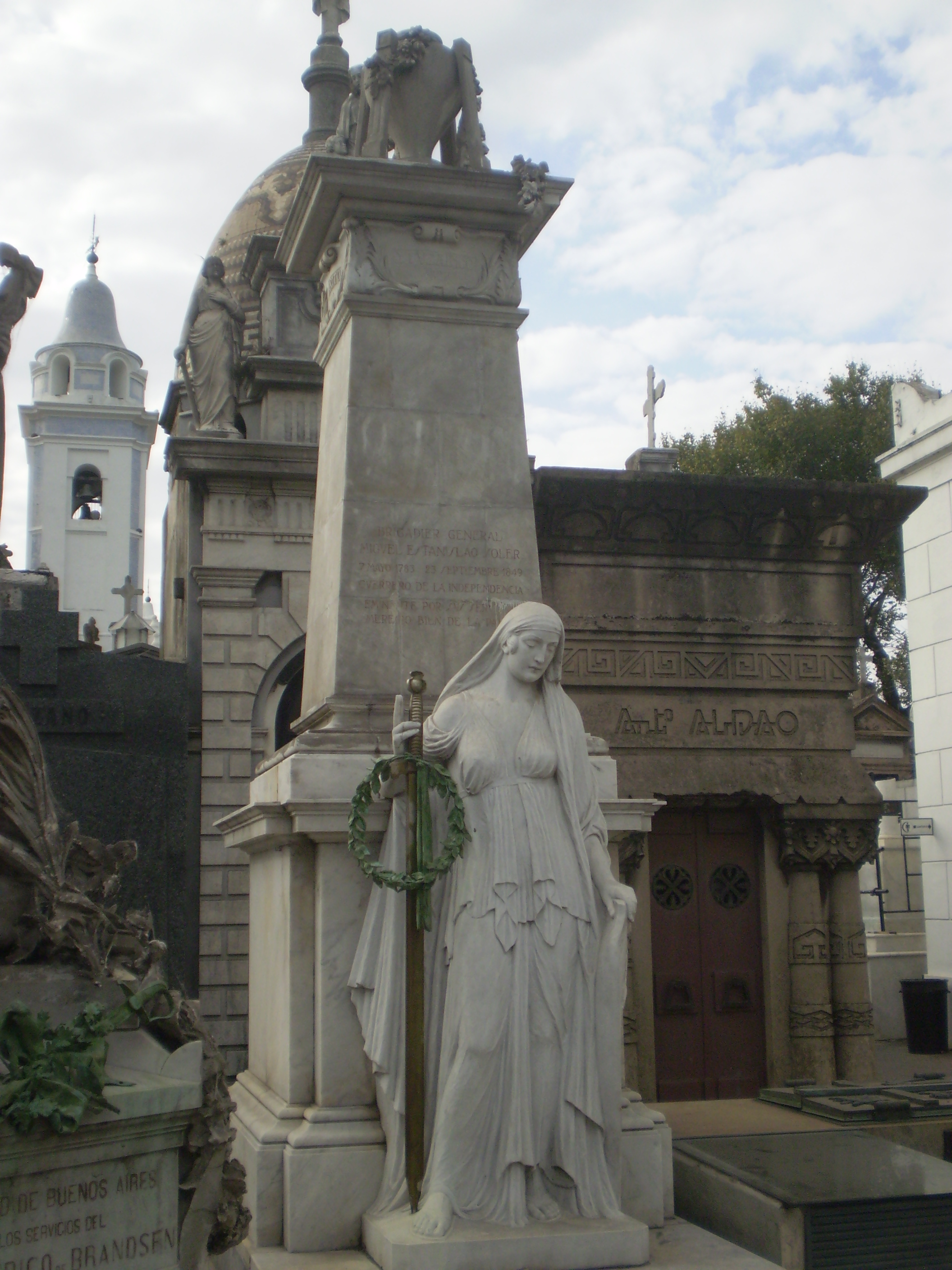
Sepultura do general Miguel Estanislao Soler.

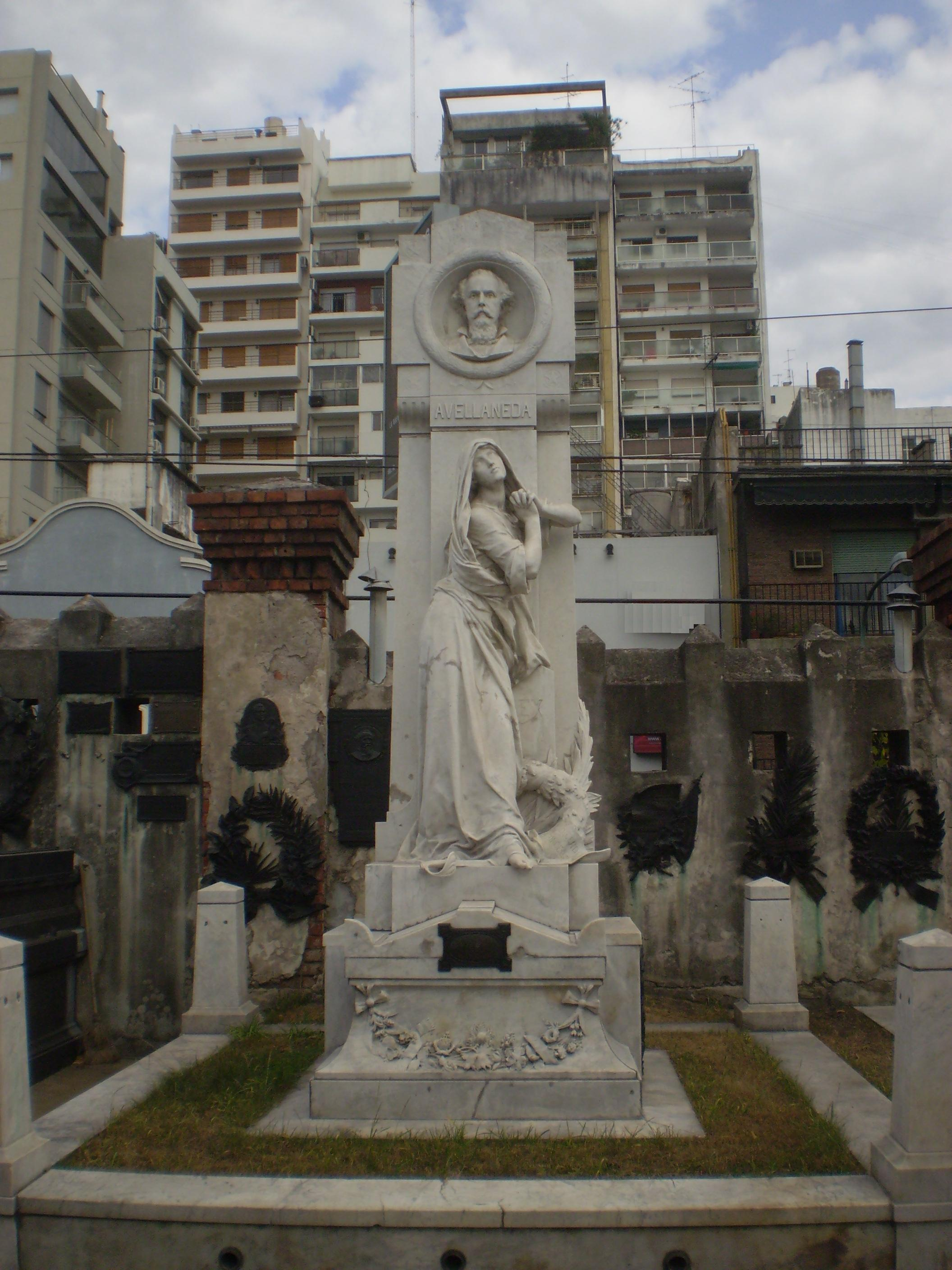
Sepultura do presidente Nicolás Avellaneda, idealizada pelo escultor francês Jules Coutan.

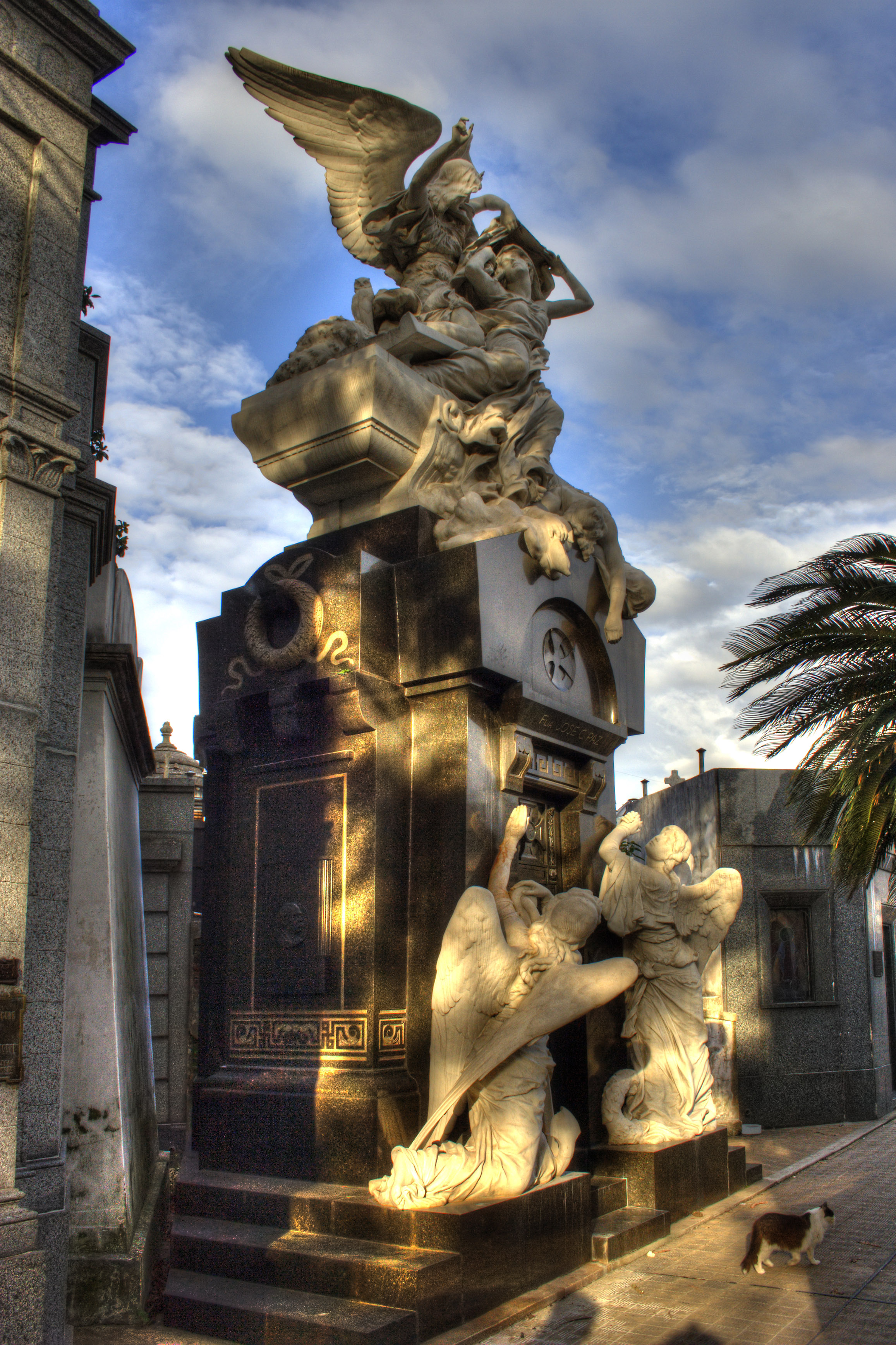
Memorial ao estadista, diplomata e jornalista José Clemente Paz, criada pelo escultor francês Jules Coutan.

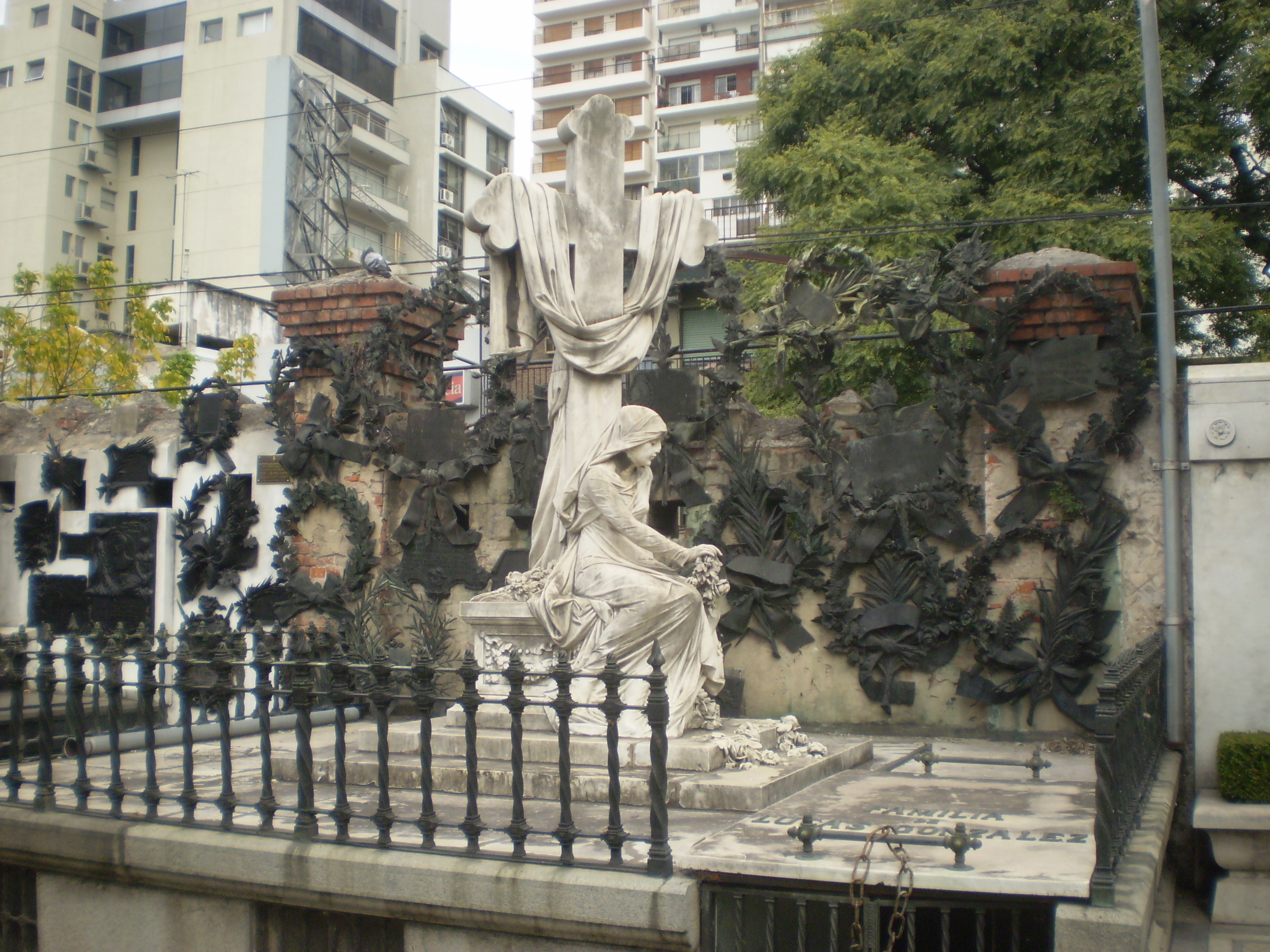
Sepultura do presidente Roque Sáenz Peña.

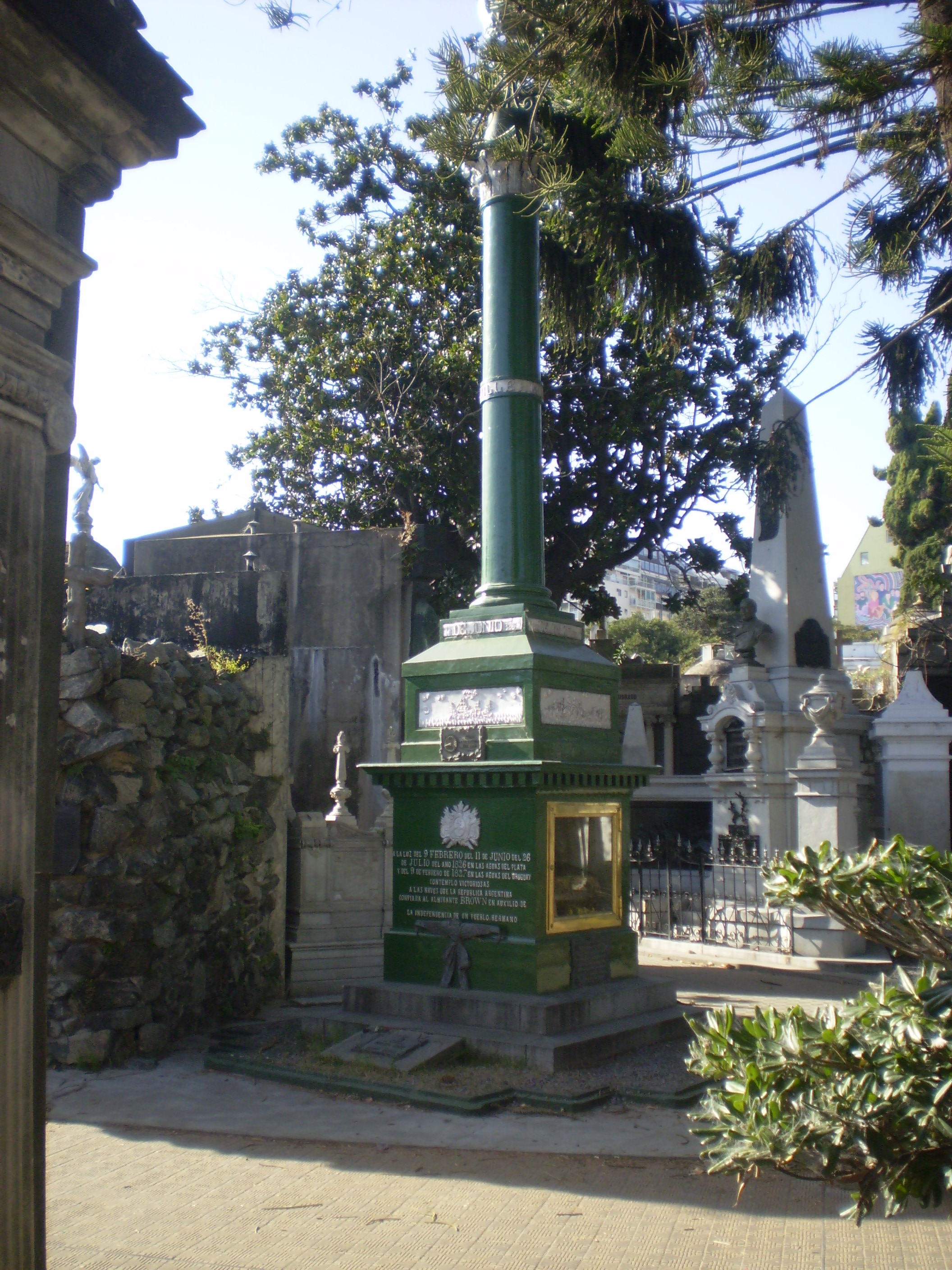
Túmulo do almirante irlandês e fundador da Marinha argentina William Brown.

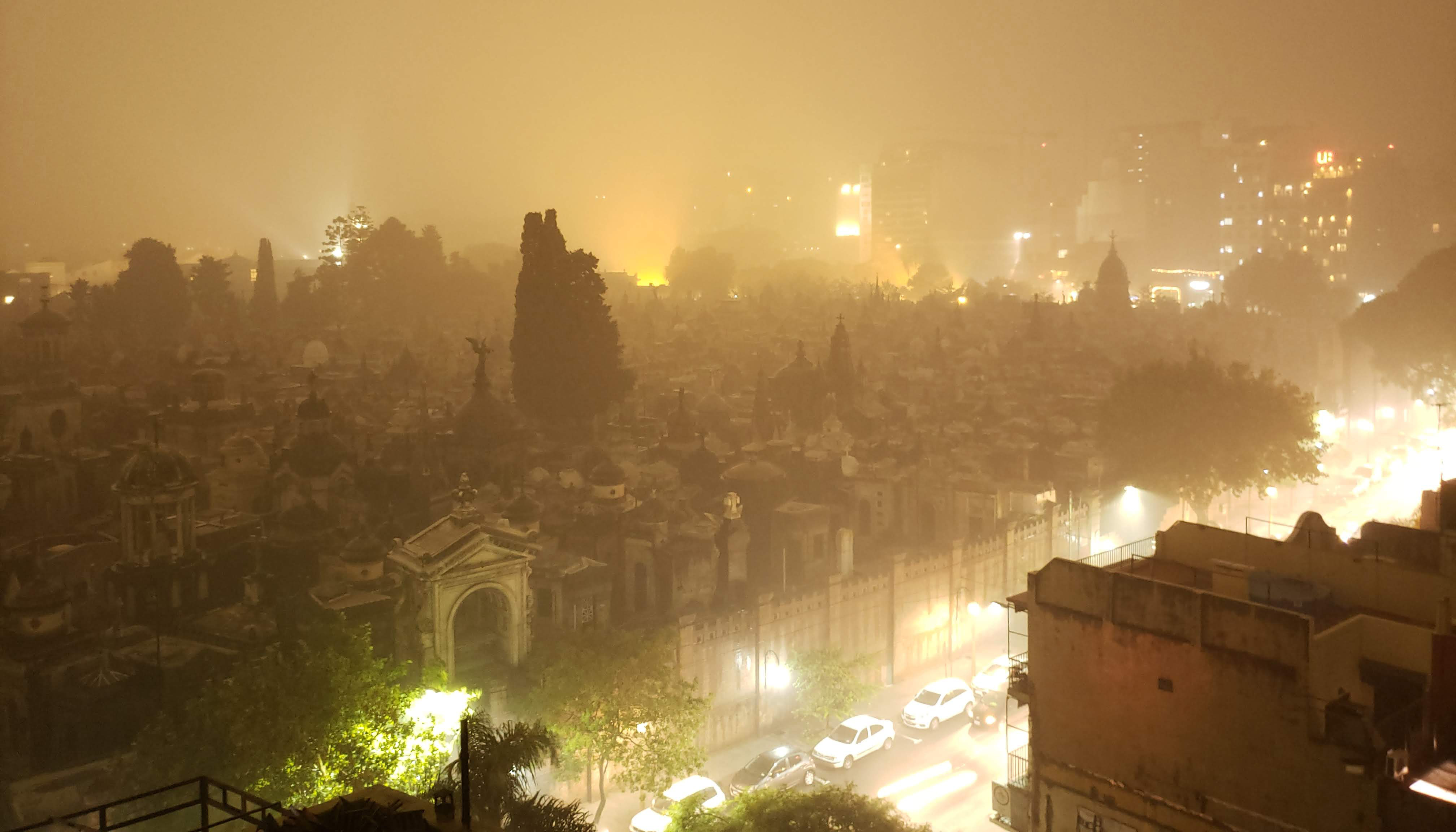
Chuva no Cemitério da Recoleta

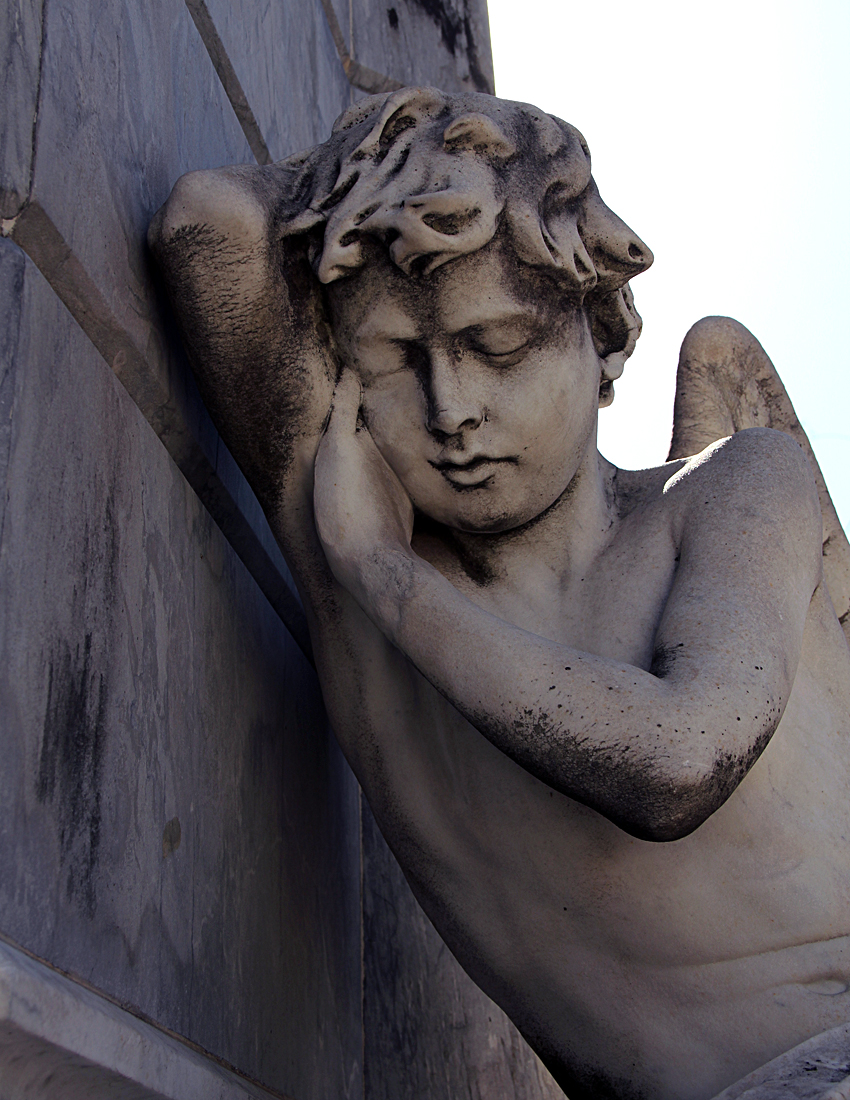
Estátua de um garoto anjo

| Nascimento | Morte | Personalidade                   | Personalidade                 | Notas | Ref(s)               |
| ---------- | ----- | ------------------------------- | ----------------------------- | --- | -------------------- |
| 1914       | 1999  | Adolfo Bioy Casares !           | Adolfo Bioy Casares           | Escritor de ficção, jornalista, tradutor e ganhador do Prêmio Miguel de Cervantes.                                                            | [ 3 ] [ 4 ]          |
| 1876       | 1943  | Agustín Pedro Justo !           | Agustín Pedro Justo           | Presidente da Argentina. | [ 5 ]                |
| 1921       | 2012  | Amalia Lacroze de Fortabat !    | Amalia Lacroze de Fortabat    | Empresária e filantropa. | [ 6 ]                |
| 1805       | 1871  | Anthony Dominic Fahy !          | Anthony Dominic Fahy          | Sacerdote católico, missionário e chefe da comunidade irlandesa na Argentina (1844-1871).                                                     | [ 3 ]                |
| 1914       | 1981  | Armando Bó !                    | Armando Bó                    | Ator, diretor de cinema e roteirista. | [ 3 ]                |
| 1900       | 1983  | Arturo Umberto Illia !          | Arturo Umberto Illia          | Presidente da Argentina. | [ 5 ] [ 7 ] [ 8 ]    |
| 1821       | 1906  | Bartolomé Mitre !               | Bartolomé Mitre               | Presidente da Argentina. | [ 5 ] [ 9 ] [ 10 ]   |
| 1840       | 1902  | Cándido López !                 | Cándido López                 | Soldado, pintor e estudante do artista italiano Baldassare Verazzi.                                                                           | [ 11 ]               |
| 1827       | 1918  | Carlos Guido y Spano !          | Carlos Guido y Spano          | Poeta. | [ 12 ]               |
| 1789       | 1852  | Carlos María de Alvear !        | Carlos María de Alvear        | Soldado, estadista e Diretor Supremo das Províncias Unidas do Rio da Prata.                                                                   | [ 10 ]               |
| 1846       | 1906  | Carlos Pellegrini !             | Carlos Pellegrini             | Presidente da Argentina. | [ 5 ] [ 13 ]         |
| 1878       | 1959  | Carlos Saavedra Lamas !         | Carlos Saavedra Lamas         | Acadêmico, político e o primeiro latino americano a receber o Nobel da Paz.                                                                   | [ 3 ]                |
| 1759       | 1829  | Cornelio Saavedra !             | Cornelio Saavedra             | Presidente da Primeira Junta e oficial militar.                                                                                               | [ 14 ] [ 15 ]        |
| 1758       | 1820  | Cosme Argerich !                | Cosme Argerich                | Médico militar. | [ 16 ]               |
| 1800       | 1875  | Dalmacio Vélez Sarsfield !      | Dalmacio Vélez Sarsfield      | Advogado, político e escritor do Código Civil da Argentina.                                                                                   | [ 15 ]               |
| 1811       | 1888  | Domingo Faustino Sarmiento !    | Domingo Faustino Sarmiento    | Presidente da Argentina. | [ 5 ] [ 12 ] [ 17 ]  |
| 1896       | 1956  | Eduardo Lonardi !               | Eduardo Lonardi               | Presidente da Argentina. | [ 18 ]               |
| 1903       | 1982  | Eduardo Mallea !                | Eduardo Mallea                | Ensaísta, crítico cultural, escritor e diplomata.                                                                                             | [ 19 ]               |
| 1844       | 1913  | Eduardo Wilde !                 | Eduardo Wilde                 | Médico, político e escritor. | [ 20 ]               |
| 1875       | 1951  | Elpidio González !              | Elpidio González              | Político e Vice-Presidente da Argentina. | [ 21 ]               |
| 1919       | 1952  | Eva Perón !                     | Eva Perón                     | Primeira-dama da Argentina. | [ 3 ] [ 17 ] [ 22 ]  |
| 1788       | 1835  | Facundo Quiroga !               | Facundo Quiroga               | Caudilho e tema do livro Facundo, obra mais proeminente de Domingo Faustino Sarmiento.                                                        | [ 23 ] [ 24 ] [ 25 ] |
| 1785       | 1827  | Federico de Brandsen !          | Federico de Brandsen          | Coronel nascido na França. | [ 26 ]               |
| 1835       | 1899  | Federico Lacroze !              | Federico Lacroze              | Empresário ferroviário. | [ 27 ]               |
| 1795       | 1871  | Francisco Javier Muñiz !        | Francisco Javier Muñiz        | Médico argentino, naturalista e político. | [ 3 ]                |
| 1821       | 1890  | Guillermo Rawson !              | Guillermo Rawson              | Médico e político de ascendência estadunidense.                                                                                               | [ 28 ]               |
| 1852       | 1933  | Hipólito Yrigoyen !             | Hipólito Yrigoyen             | Presidente da Argentina. | [ 5 ] [ 7 ] [ 8 ]    |
| 1847       | 1847  | —                               | Isabelle Colonna-Walewski     | Filha do Alexandre Colonna-Walewski e neta de Napoleão Bonaparte.                                                                             | [ 29 ] [ 30 ]        |
| 1842       | 1912  | José Clemente Paz !             | José Clemente Paz             | Estadista, diplomata e jornalista. | [ 2 ] [ 31 ]         |
| 1860       | 1931  | José Figueroa Alcorta !         | José Figueroa Alcorta         | Presidente da Argentina. | [ 5 ]                |
| 1834       | 1886  | José Hernández !                | José Hernández                | Jornalista, político, poeta e criador do épico nacional Argentino Martín Fierro.                                                              | [ 3 ] [ 32 ]         |
| 1910       | 1975  | José María Guido !              | José María Guido              | Presidente da Argentina. | [ 5 ]                |
| 1758       | 1833  | Juan José Paso !                | Juan José Paso                | Político e membro da Primeira Junta, do Primeiro Triunvirato e do Segundo Triunvirato.                                                        | [ 33 ]               |
| 1797       | 1841  | Juan Lavalle !                  | Juan Lavalle                  | General e Governador da Província de Buenos Aires.                                                                                            | [ 24 ] [ 34 ]        |
| 1793       | 1877  | Juan Manuel de Rosas !          | Juan Manuel de Rosas          | Brigadeiro e Governador da Província de Buenos Aires. Inicialmente enterrado no Southampton Old Cemetery, no Reino Unido, repatriado em 1989. | [ 9 ] [ 17 ] [ 35 ]  |
| 1843       | 1914  | Julio Argentino Roca !          | Julio Argentino Roca          | Presidente da Argentina. | [ 5 ] [ 36 ]         |
| 1841       | 1896  | Leandro Nicéforo Alem !         | Leandro Nicéforo Alem         | Político. | [ 7 ] [ 8 ] [ 21 ]   |
| 1874       | 1938  | Leopoldo Lugones !              | Leopoldo Lugones              | Escritor e jornalista. | [ 4 ]                |
| 1831       | 1913  | Lucio Victorio Mansilla !       | Lucio Victorio Mansilla       | General, escritor, jornalista, político e diplomata.                                                                                          | [ 12 ]               |
| 1894       | 1960  | Luis Ángel Firpo !              | Luis Ángel Firpo              | Pugilista profissional e o primeiro latino-americano a desafiar o título de campeão mundial dos pesos pesados.                                | [ 3 ] [ 32 ]         |
| 1906       | 1987  | Luis Federico Leloir !          | Luis Federico Leloir          | Bioquímico, médico e o primeiro falante do espanhol a ser laureado com o Nobel de Química                                                     | [ 3 ] [ 24 ] [ 37 ]  |
| 1838       | 1907  | Luis María Campos !             | Luis María Campos             | General e fundador da Escola Superior de Guerra.                                                                                              | [ 31 ] [ 38 ]        |
| 1822       | 1907  | Luis Sáenz Peña !               | Luis Sáenz Peña               | Presidente da Argentina. | [ 5 ]                |
| 1791       | 1871  | Luis Vernet !                   | Luis Vernet                   | Comerciante nascido na Alemanha de ascendência huguenote e o primeiro argentino nomeado governador de Puerto Luis (hoje as Ilhas Falkland).   | [ 39 ]               |
| 1787       | 1828  | Manuel Dorrego !                | Manuel Dorrego                | Oficial militar e governador da província de Buenos Aires. Mausoléu projetado por Carlo Zucchi.                                               | [ 24 ]               |
| 1835       | 1906  | Manuel Quintana !               | Manuel Quintana               | Presidente da Argentina. | [ 5 ]                |
| 1868       | 1942  | Marcelo Torcuato de Alvear !    | Marcelo Torcuato de Alvear    | Presidente da Argentina. | [ 5 ]                |
| 1887       | 1970  | Mariette Lydis !                | Mariette Lydis                | Pintora e ilustradora nascida na Áustria. | [ 19 ]               |
| 1786       | 1868  | Mariquita Sánchez de Thompson ! | Mariquita Sánchez de Thompson | Patriota. | [ 17 ] [ 40 ]        |
| 1922       | 1991  | Martín Karadagián !             | Martín Karadagian             | Ator, wrestler profissional e induzido no Wrestling Observer Newsletter Hall of Fame.                                                         | [ 3 ]                |
| 1851       | 1905  | Miguel Cané !                   | Miguel Cané                   | Escritor, advogado, acadêmico, jornalista e político.                                                                                         | [ 32 ]               |
| 1754       | 1833  | Miguel de Azcuénaga !           | Miguel de Azcuénaga           | General, político e membro da Primeira Junta.                                                                                                 | [ 41 ]               |
| 1783       | 1849  | Miguel Estanislao Soler !       | Miguel Estanislao Soler       | General e político | [ 42 ]               |
| 1837       | 1885  | Nicolás Avellaneda !            | Nicolás Avellaneda            | Presidente da Argentina | [ 5 ] [ 9 ]          |
| 1891       | 1967  | Oliverio Girondo !              | Oliverio Girondo              | Poeta. | [ 3 ] [ 4 ] [ 43 ]   |
| 1859       | 1936  | Pablo Riccheri !                | Pablo Riccheri                | Oficial militar e ministro da guerra | [ 44 ]               |
| 1848       | 1929  | Paul Groussac !                 | Paul Groussac                 | Escritor nascido na França, crítico literário, historiador e bibliotecário.                                                                   | [ 3 ]                |
| 1903       | 1970  | Pedro Eugenio Aramburu !        | Pedro Eugenio Aramburu        | Presidente da Argentina. | [ 45 ]               |
| 1927       | 2009  | Raúl Alfonsín !                 | Raúl Alfonsín                 | Presidente da Argentina. | [ 5 ] [ 7 ] [ 8 ]    |
| 1926       | 2016  | María Lorenza Barreneche !      | María Lorenza Barreneche      | Primeira-dama da Argentina, viúva de Raúl Alfonsín.                                                                                           | [ 46 ] [ 47 ]        |
| 1797       | 1823  | Remedios de Escalada !          | Remedios de Escalada          | Mulher do libertador José de San Martín. | [ 17 ]               |
| 1851       | 1914  | Roque Sáenz Peña !              | Roque Sáenz Peña              | Presidente da Argentina. | [ 5 ]                |
| 1903       | 1993  | !                               | Silvina Ocampo                | Poeta, tradutora e escritora. | [ 3 ]                |
| 1802       | 1869  | Valentín Alsina !               | Valentín Alsina               | Governador da Província de Buenos Aires. | [ 15 ]               |
| 1785       | 1856  | Vicente López y Planes !        | Vicente López y Planes        | Poeta, político e criador da letra do Himno Nacional Argentino.                                                                               | [ 48 ]               |
| 1890       | 1979  | Victoria Ocampo !               | Victoria Ocampo               | Escritora, intelectual e a primeira mulher admitida na Academia Argentina de Letras.                                                          | [ 3 ] [ 32 ]         |
| 1840       | 1919  | Victorino de la Plaza !         | Victorino de la Plaza         | Presidente da Argentina. | [ 5 ]                |
| 1777       | 1857  | William Brown !                 | William Brown                 | Almirante irlandês e fundador da Armada Argentina.                                                                                            | [ 49 ] [ 50 ]        |
| 1856       | 1902  | Zenón Rolón !                   | Zenón Rolón                   | Músico e compositor. | [ 51 ]               |
| 1920       | 1999  | Zully Moreno !                  | Zully Moreno                  | Atriz. | [ 3 ]                |